# ACT Engineering
ACT Engineering ist ein britisches Unternehmen im Bereich Automobile und ehemaliger Automobilhersteller.

## Unternehmensgeschichte
Andy Turner gründete 1969 das Unternehmen in Billingshurst in der Grafschaft West Sussex als mechanisches Designbüro. Er begann 1994 mit der Produktion von Automobilen und Kits. Der Markenname lautete MR Z. Im gleichen Jahr endete die Produktion. Insgesamt entstanden etwa vier Exemplare. Das Unternehmen ist noch als Autowerkstatt aktiv und verkauft klassische Fahrzeuge.

## Fahrzeuge
Im Angebot stand nur ein Modell. Dies war die Nachbildung des Ferrari 250 GTO. Die Basis bildete ein Datsun 240 Z.